# Pierre La Mure
Pierre La Mure (Niza, 1909 - 1976, California) fue un escritor francés. Autor de la novela Moulin Rouge (1950), sobre la vida del pintor Henri de Toulouse-Lautrec; del libro Beyond Desire (1955), sobre la vida de Cécile y Félix Mendelssohn; y de la novela biográfica Claire de Lune sobre el compositor francés Claude Debussy (1962), entre otras.
Basada en la novela Moulin Rouge se hizo una película del mismo nombre, dirigida por John Huston, ganadora de 2 premios Oscar